# Карпов, Сергей Иванович
Сергей Иванович Карпов (род. 11 марта 1984) — российский хоккеист, защитник.

## Биография
С 6 до 20 лет играл в СДЮШОР «Динамо» Москва, первый тренер Сергей Кремлёв. Начинал играть в первой лиге за «Витязь-2» Подольск (2000/01) и «Динамо-2» Москва (2001/02 — 2003/04). В сезоне 2003/04 выступал в ВЕХЛ за «Титан» Клин. Перед следующим сезоном перешёл в «Салават Юлаев», но из-за травмы провёл в Суперлиге только пять матчей и в дальнейшем играл в фарм-клубе. В начале сезона 2006/07 перешёл в команду высшей лиги «Торос» Нефтекамск. Позже также играл в ВХЛ за «Рубин» Тюмень (2012/13 — 2014/15, 2017/18), «Молот-Прикамье» Пермь (2014/15), «Торпедо» Усть-Каменогорск (2015/16), «Южный Урал» Орск (2016/17), «Торос» (2016/17 — 2017/18), «Дизель» Пенза (2017/18).
Участник чемпионата мира среди молодёжных команд 2004.
Детский тренер в московских школах «Созвездие», «Метеор», «Серебряные акулы».
Младший брат Владимир также хоккеист.